# Бібліотека герцогині Анни Амалії

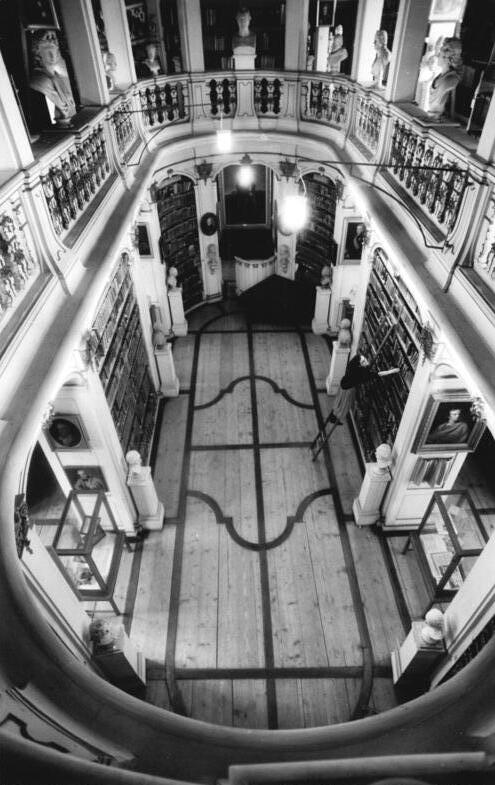
Зал рококо, фото 1990 року

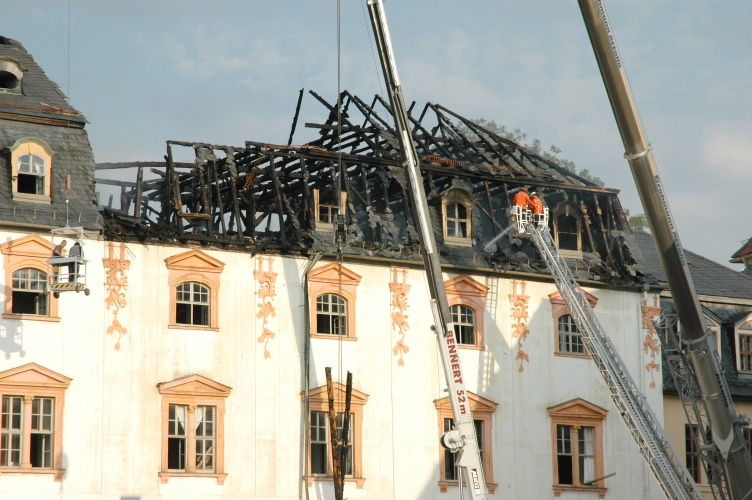
Бібліотека на наступний день після пожежі, 2004

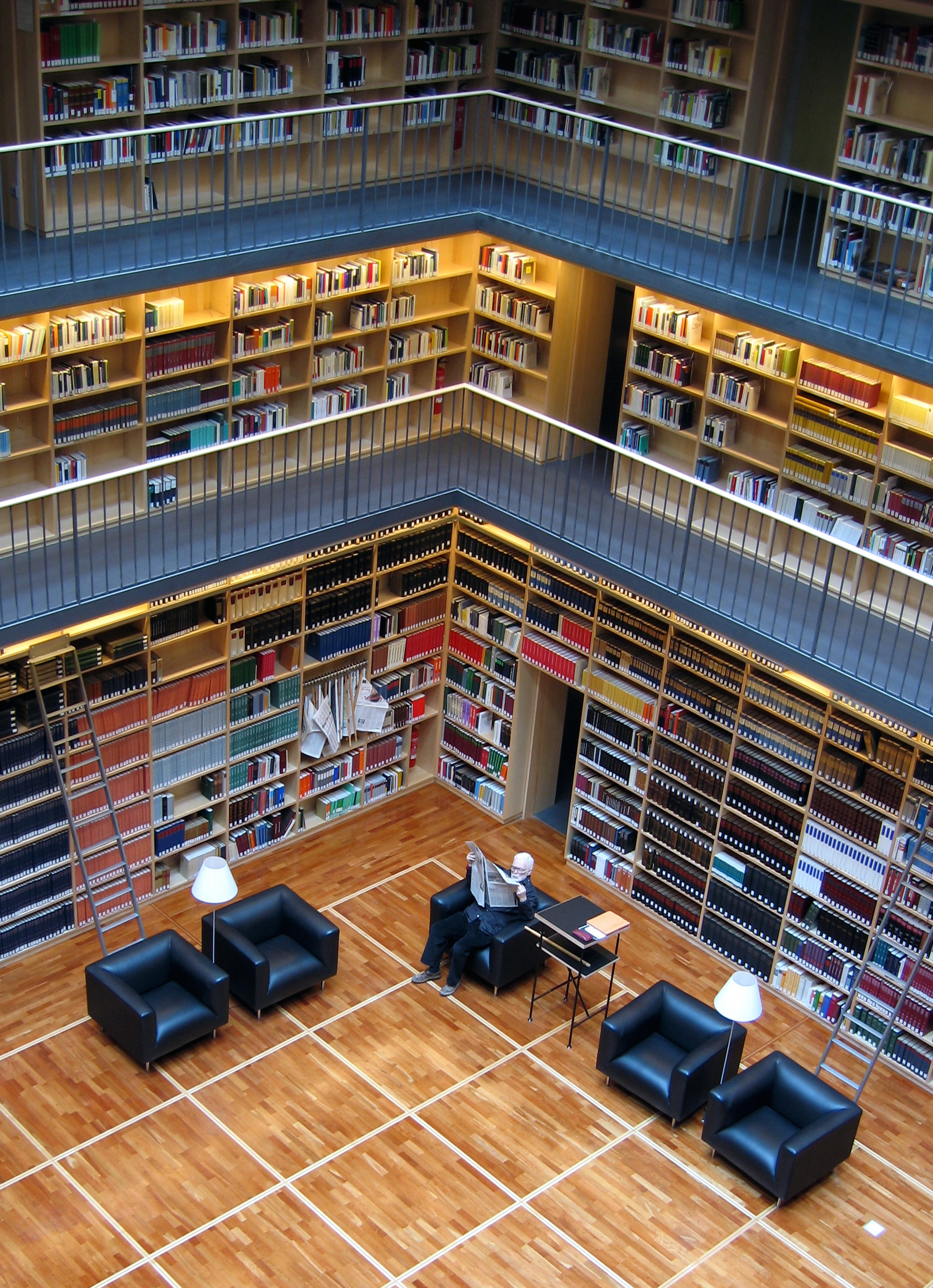
Новий читальний зал «Книжковий куб», 2006

Бібліотека герцогині Анни Амалії (нім. Herzogin Anna Amalia Bibliothek) — бібліотека у місті Ваймар (Тюрингія), заснована в 1691 році. Це найбільша у світі збірка, присвячена німецькій літературі. Бібліотека має велику кількість раритетів, унікальних видань та старовинних документів.
Історична будівля бібліотеки з її знаменитим залом в стилі рококо з 1998 року, разом з іншими історичними будівлями в німецькому Ваймарі входить до списку світової культурної спадщини ЮНЕСКО.

## Історія
Бібліотека була заснована в 1691 році, коли герцог Вільгельм Ернст вирішив зробити свою приватну бібліотеку загальодоступною. За наступні 30 років її фонди зросли до 30 000 томів.
Будівля бібліотеки спершу була приватним помешканням герцога Йоганна Вільгельма, після його одруження з палатинською графинею Доротеєю Сюзанною (1562-1569). Архітекторами були Ніколаус Громанн та після його смерті - Ергард фон Мерен. Назва "Зелений палацик" (нім. Grünes Schlößchen), можливо, виникла через оббитий міддю дах.
Бібліотека носить ім'я герцогині Саксонської Ваймарської і Айзенахської Анни Амалії (1739–1807), під час регентства якої в 1766 році бібліотека переїхала до "Зеленого палацу".
1797 року граф Карл Август доручив Йоганну Вольфгангу Гете опікуватися бібліотекою. Гете протягом 35 років до своєї смерті в 1832 році керував бібліотекою й збагатив її фонди до 120 000 томів, тож бібліотека вважалася однією з 12 найкращих бібліотек Німеччини.
Бібліотека є своєрідним символом періоду Ваймарської класики й досі є одним з найважливіших архівів цієї епохи німецької культури.
2 вересня 2004 році бібліотека сильно постраждала від пожежі, що виникла під час ремонтних робіт. Близько 50 000 томів було втрачено. а 65 000 томів пошкоджено. Завдяки зусиллям бібліотекарів вдалося відшукати на букіністичному світовому ринку велику кількість дублетів, які замінили втрачені книжки.
5 лютого 2005 року відкрився відділ вікритого доступу до літератури (нім. Freihandbereich), так званий Книжковий куб (Bücher-Kubus). де читачі безпосерердньо можуть працювати з 100 000 томами бібліотеки.
У 2006 році ваймарські архітектори проф. Гільде Барц-Мальфатті та проф. Кард-Гайнц Шмітц реалізували спорудження нового корпусу, який був відзначений Тюрингською державною премією з архітектури й міського будівництва.

## Фонди бібліотеки
- 1 000 томів, з яких 250 000 томів - видання до 1850 року.
- 2 000 давніх рукописів
- 427 інкунабул
- 600 давніх реєстрів
- 10 000 карт
- 4 000 партитур

Близько 850 000 томів бібліотеки стосуються німецької літератури. Серед спеціальних колекцій варто виділити збірку Шекспіріани (10 000 томів), колекція видань Гетевського Фауста та літератури про Фауста (15 000 томів), колекція театральних програм Ваймара (1784-1966), 500 томів приватної бібліотеки Фрідріха Шиллера, колекція першодруків та літератури про Шиллера, нумізматична колекція (1140 томів), приватна бібліотека Фрідріха Ніцше (1100 томів), колекця видань Ніцше (6 000 томів), "військова бібліотека (5 000 томів), першодруки німецької літератури (1 700 томів) та видання біблії, що належала особисто Мартіну Лютеру.